# Dänische Wattenmeerinseln

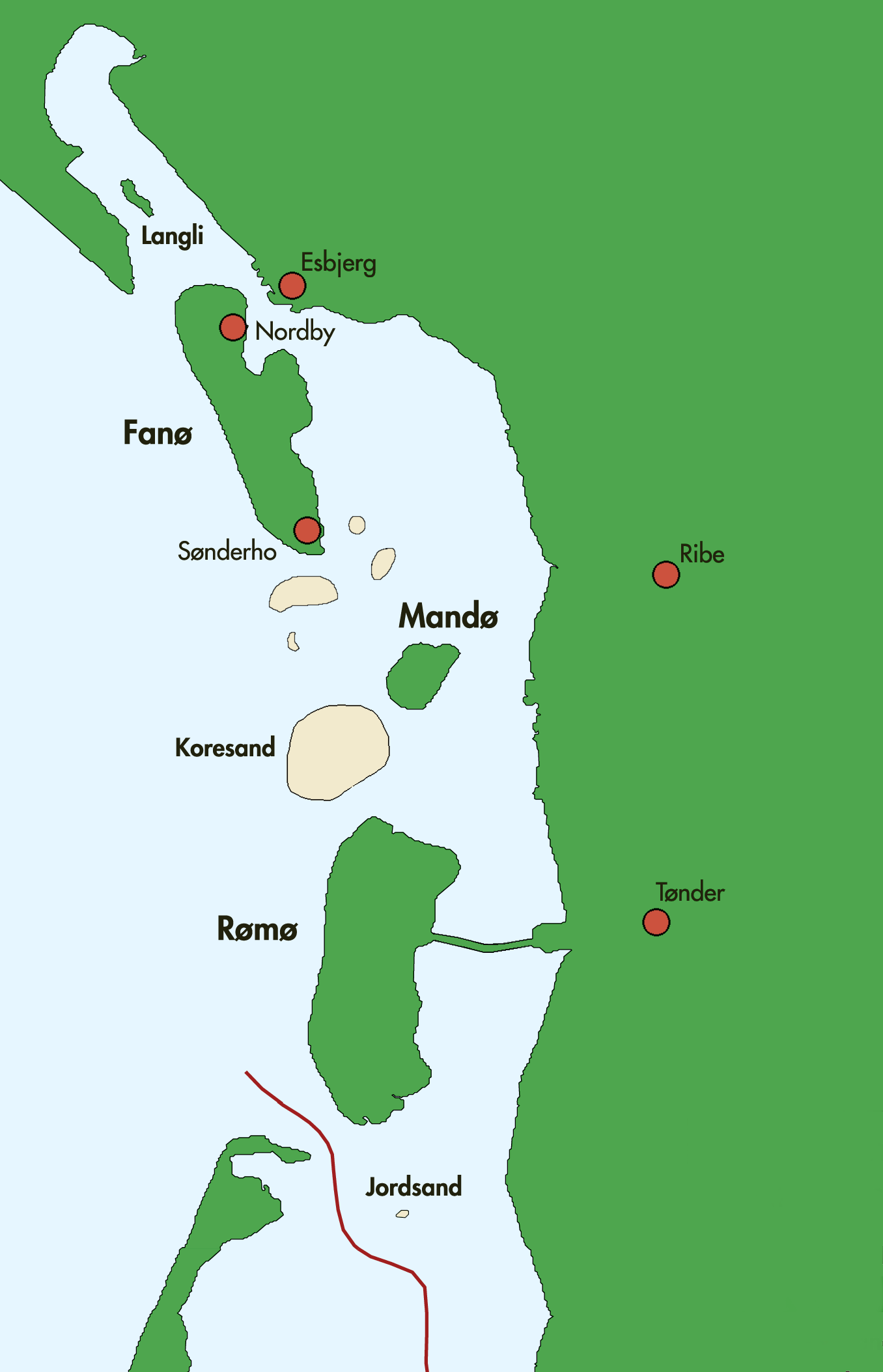
Dänische Wattenmeerinseln

Die dänischen Wattenmeerinseln (Vadehavsøer) befinden sich vor der Küste Jütlands im dänischen Wattenmeer. Die Inseln gehören zur dänischen Region Süddänemark.
Die Inselgruppe besteht aus Inseln (Fanø, Mandø und Rømø), Halligen (Langli) und Hochsänden (Koresand und Jordsand). Mandø war vor der Eindeichung der Insel ebenfalls eine Hallig. In Deutschland werden die Inseln (obwohl nicht friesisch besiedelt) zum Teil schon zu den Nordfriesischen Inseln gezählt.
Die Landschaft auf den beiden größeren Inseln Fanø und Rømø ist von großen Sandstränden und Küstendünen geprägt. Zeitweise hatten die Inselbewohner mit Flugsand zu kämpfen. Dies war einer der Gründe für die Anpflanzung kleinerer Inselwälder. Die Geschichte der Inseln ist stark mit der Geschichte der Seehandelsstadt Ribe auf dem Festland verknüpft. Die Insel Rømø gehörte bis zum Deutsch-Dänischen Krieg 1864 zum dänischen Herzogtum Schleswig und gehörte im Anschluss bis 1920 zu Preußen. 
Die Inseln sind im Sommer stark vom Tourismus geprägt. Dennoch haben sich besonders auf Fanø noch Traditionen wie die Fanødragt (die Inseltracht) halten können. Auf den Inseln werden jütische Dialekte gesprochen.

## Inseln
Zu den Wattenmeerinseln und -sänden gehören (von Nord nach Süd):
- Langli (eine Hallig)
- Fanø (Fährverbindung von Esbjerg)
- Mandø (Wattenweg bei Ebbe passierbar)
- Koresand (frühere Hallig, heute ein Hochsand)
- Juvre Sand (ehemaliger Hochsand, bildet jetzt den nordwestlichen Strand von Rømø)
- Rømø (durch den Rømødæmningen (deutsch: Röm-Damm) mit dem Festland verbunden, Fährverbindung von Sylt)
- Havsand (deutsch Haffsand, ehemaliger Hochsand, bildet jetzt den südwestlichen Strand von Rømø)
- Jordsand (bis 1999 eine Hallig, heute ein Hochsand)